# Keith Floyd
Keith Floyd (Somerset, Inglaterra, 28 de dezembro de 1943-14 de Setembro de 2009) foi um produtor de programa sobre comidas, transmitido pela BBC e Channel 5.